# Монача-д’Орецца
Монача-д’Орецца (фр. Monacia-d'Orezza, корс. A Munacia d'Orezza) — коммуна во Франции, находится в регионе Корсика. Департамент коммуны — Верхняя Корсика. Входит в состав кантона Кастаньичча. Округ коммуны — Корте.
Код INSEE коммуны — 2B164.

## Население
Население коммуны на 2008 год составляло 33 человека.
| 1962 | 1968 | 1975 | 1982 | 1990 | 1999 | 2008 |
| ---- | ---- | ---- | ---- | ---- | ---- | ---- |
| 19   | 65   | 50   | 48   | 22   | 30   | 33   |

## Экономика
В 2007 году среди 18 человек в трудоспособном возрасте (15—64 лет) 6 были экономически активными, 12 — неактивными (показатель активности — 33,3 %, в 1999 году было 42,1 %). Из 6 активных работали 5 человек (2 мужчины и 3 женщины), безработным был 1 мужчина. Среди 12 неактивных 2 человека были учениками или студентами, 4 — пенсионерами, 6 были неактивными по другим причинам.